# Brandenburgischer Landespokal 2016/17
Der AOK-Landespokal 2016/17 war die 27. Austragung des brandenburgischen Landespokals der Männer im Amateurfußball. Der FC Energie Cottbus setzte sich, am 25. Mai 2017, im Finale gegen den FSV 63 Luckenwalde mit 2:0 durch und wurde, zum siebten Mal, Landespokalsieger. Durch diesen Sieg qualifizierte sich der FC Energie Cottbus für den DFB-Pokal 2017/18.

## Termine
Die Spiele des diesjährigen brandenburgischen Landespokals wurden an folgenden Terminen ausgetragen:
Qualifikation: 6. August 2016

1. Hauptrunde: 19.–23. August 2016

2. Hauptrunde: 3. September 2016

Achtelfinale: 8. Oktober 2016

Viertelfinale: 12. November 2016

Halbfinale: 25. März 2017

Finale: 25. Mai 2017

## Teilnehmende Mannschaften
Für den Brandenburgischen Landespokal 2016/17 qualifizierten sich alle brandenburgischen Mannschaften der Regionalliga Nordost, Oberliga Nordost, Verbandsliga, Landesliga, sowie die acht Kreispokalsieger. Ausnahme sind zweite Mannschaften höherklassiger Vereine.
Folgende Mannschaften nahmen in diesem Jahr am Brandenburgischen Landespokal teil (In Klammern ist die Ligaebene angegeben, in der der Verein spielt):
| Regionalliga Nordost brandenburgische Vertreter der Saison 2016/17 | Oberliga Nordost brandenburgische Vertreter der Saison 2016/17 | Brandenburg-Liga 16 Vertreter der Saison 2016/17 | Landesliga Staffel Nord 15 Vertreter der Saison 2016/17 | Landesliga Staffel Süd 14 Vertreter der Saison 2016/17 |
| FSV 63 Luckenwalde (RL) FC Energie Cottbus (RL) SV Babelsberg 03 (RL) FSV Union Fürstenwalde (RL)                                                                          | Brandenburger SC Süd 05 (OL) 1. FC Frankfurt (OL) SV Victoria Seelow (OL) FSV Optik Rathenow (OL) FC Strausberg (OL) SV Grün-Weiß Brieselang (OL) SV Altlüdersdorf (OL) SV Germania 90 Schöneiche (OL) | VfB 1921 Krieschow (VL) Breesener SV Guben Nord (VL) SC Eintracht Miersdorf/Zeuthen (VL) RSV Waltersdorf 1909 (VL) FC Eisenhüttenstadt (VL) Werderaner FC Viktoria 1920 (VL) Ludwigsfelder FC (VL) FC Stahl Brandenburg (VL) TSG Einheit Bernau (VL) Märkischer SV 1919 Neuruppin (VL) SV Schwarz-Rot Neustadt (Dosse) (VL) TuS 1896 Sachsenhausen (VL) Oranienburger FC Eintracht 1901 (VL) FV Preussen Eberswalde (VL) SG Union Klosterfelde (VL) SV Falkensee-Finkenkrug (VL) | FSV Babelsberg 74 (LL) SG Michendorf (LL) RSV Eintracht 1949 (LL) Pritzwalker FHV 03 (LL) FSV Forst Borgsdorf (LL) FC Schwedt 02 (LL) FSV Bernau (LL) SC Blau-Weiß Energie Prenzlau (LL) FC 98 Hennigsdorf (LL) SC Oberhavel Velten (LL) SV 1920 Zehdenick (LL) SV Blau-Weiß Petershagen-Eggersdorf (LL) FC Falkenthaler Füchse 1994 (LL) SSV Einheit Perleberg (LL) TSV Chemie Premnitz (LL) | BSC Preußen 07 Blankenfelde-Mahlow (LL) SG Phönix Wildau 95 (LL) FV Blau-Weiß 90 Briesen/Mark (LL) Storkower SC (LL) FSV Dynamo Eisenhüttenstadt (LL) 1. FC Guben (LL) SV Grün-Weiß Lübben (LL) SG Burg (LL) VfB Hohenleipisch (LL) SpVgg Blau-Weiß 90 Vetschau (LL) FSV Glückauf Brieske-Senftenberg (LL) Kolkwitzer SV 1896 (LL) SV Wacker 09 Cottbus Ströbitz (LL) FV Erkner 1920 (LL) |
| Kreispokalsieger 8 Kreispokalsieger der Saison 2015/16 | | | | |
| Dahme/Fläming SV Frankonia Wernsdorf (LK) | Havelland FSV Eintracht Glindow (KOL) | Niederlausitz VfB Cottbus 97 (LK) | Oberhavel/Barnim 1 TuS 1896 Sachsenhausen II (KOL) | Ostbrandenburg SV Blau-Weiß Heinersdorf (KL) |
| Prignitz/Ruppin FK Hansa Wittstock 1919 (LK) | Südbrandenburg 2 SpVgg Blau-Weiß 90 Vetschau (LL) | Uckermark 3 SC Blau-Weiß Energie Prenzlau (LL) | | |
| Ligaebene in Klammern: • 3L = 3. Liga • RL = Regionalliga • OL = Oberliga • VL = Verbandsliga • LL = Landesliga • LK = Landesklasse • KOL = Kreisoberliga • KL = Kreisliga | | | | |

## Spielmodus
Der brandenburgische Landespokal 2016/17 wurde im K.-o.-System ausgetragen. Es wird zunächst versucht, in 90 Minuten einen Gewinner auszuspielen. Sollte es danach unentschieden stehen, kommt es wie in anderen Pokalwettbewerben zu einer dreißigminütigen Verlängerung. Sollte danach immer noch kein Sieger feststehen, wird dieser dann im Elfmeterschießen nach dem bekannten Muster ermittelt.

## Qualifikation
| Datum      |                             | Ergebnis  |                                         |
| ---------- | --------------------------- | --------- | --------------------------------------- |
| 06.08.2016 | FSV Eintracht Glindow (KOL) | 1:3 n. V. | BSC Preußen 07 Blankenfelde-Mahlow (LL) |

## 1. Hauptrunde
An der 1. Hauptrunde nahm der Sieger der Qualifikationsrunde und die restlichen 63 Mannschaften teil. Die Auslosung fand am 19. Juli 2016, um 11.00 Uhr in den Räumen der Geschäftsstelle des FLB statt.
| Datum      |                                          | Ergebnis              |                                      |
| ---------- | ---------------------------------------- | --------------------- | ------------------------------------ |
| 19.08.2016 | SV 1920 Zehdenick (LL)                   | 2:5                   | FV Preussen Eberswalde (VL)          |
| 19.08.2016 | 1. FC Guben (LL)                         | 0:3                   | FC Eisenhüttenstadt (VL)             |
| 19.08.2016 | FSV Babelsberg 74 (LL)                   | 0:4 n. V.             | SG Michendorf (LL)                   |
| 19.08.2016 | SV Frankonia Wernsdorf (LK)              | 0:2                   | RSV Waltersdorf 1909 (VL)            |
| 19.08.2016 | FK Hansa Wittstock 1919 (LK)             | 1:2 n. V.             | Oranienburger FC Eintracht 1901 (VL) |
| 20.08.2016 | TSG Lübbenau 63 (KOL)                    | 1:2                   | Werderaner FC Viktoria 1920 (VL)     |
| 20.08.2016 | FV Erkner 1920 (LL)                      | 0:2                   | SG Union Klosterfelde (VL)           |
| 20.08.2016 | SV Blau-Weiß Heinersdorf (KL)            | 1:5                   | SV Falkensee-Finkenkrug (VL)         |
| 20.08.2016 | SSV Einheit Perleberg (LL)               | 0:2 n. V.             | SV Germania 90 Schöneiche (OL)       |
| 20.08.2016 | FC Falkenthaler Füchse 1994 (LL)         | 0:5                   | SV Altlüdersdorf (OL)                |
| 20.08.2016 | SV Blau-Weiß Petershagen-Eggersdorf (LL) | 1:4                   | SV Grün-Weiß Brieselang (OL)         |
| 20.08.2016 | SC Oberhavel Velten (LL)                 | 0:2                   | TuS 1896 Sachsenhausen (VL)          |
| 20.08.2016 | FC 98 Hennigsdorf (LL)                   | 1:4                   | FC Strausberg (OL)                   |
| 20.08.2016 | BSC Fortuna Glienicke (KOL)              | 0:7                   | FSV Optik Rathenow (OL)              |
| 20.08.2016 | TSV Chemie Premnitz (LL)                 | 1:3 n. V.             | FSV Union Fürstenwalde (RL)          |
| 20.08.2016 | Schönower SV (LK)                        | 2:3                   | SV Schwarz-Rot Neustadt (Dosse) (VL) |
| 20.08.2016 | FC Schwedt 02 (LL)                       | 0:6                   | FSV Bernau (LL)                      |
| 20.08.2016 | FSV Forst Borgsdorf (LL)                 | 1:3                   | TSG Einheit Bernau (VL)              |
| 20.08.2016 | Pritzwalker FHV 03 (LL)                  | 2:4                   | SV Victoria Seelow (OL)              |
| 20.08.2016 | VfB Cottbus 97 (LK)                      | 1:2                   | RSV Eintracht 1949 (LL)              |
| 20.08.2016 | Wacker 09 Cottbus-Ströbitz (LL)          | 1:2                   | FC Stahl Brandenburg (VL)            |
| 20.08.2016 | FSV Glückauf Brieske/Senftenberg (LL)    | 5:0                   | 1. FC Frankfurt (OL)                 |
| 20.08.2016 | SpVgg Blau-Weiß 90 Vetschau (LL)         | 2:0                   | Ludwigsfelder FC (VL)                |
| 20.08.2016 | SG Burg (LL)                             | 0:6                   | VfB Hohenleipisch 1912 (LL)          |
| 20.08.2016 | SV Grün-Weiß Lübben (LL)                 | 1:2                   | FC Energie Cottbus (RL)              |
| 20.08.2016 | BSC Preußen 07 Blankenfelde-Mahlow (LL)  | 1:3                   | Brandenburger SC Süd 05 (OL)         |
| 20.08.2016 | FSV Dynamo Eisenhüttenstadt (LL)         | 4:1                   | SC Eintracht Miersdorf/Zeuthen (VL)  |
| 20.08.2016 | Storkower SC (LL)                        | 0:9                   | FSV 63 Luckenwalde (RL)              |
| 20.08.2016 | FV Blau-Weiß 90 Briesen/Mark (LL)        | 0:0 n. V. (5:4 i. E.) | Breesener SV Guben Nord (VL)         |
| 20.08.2016 | SG Phönix Wildau 95 (LL)                 | 1:3                   | VfB 1921 Krieschow (VL)              |
| 21.08.2016 | SC Blau-Weiß Energie Prenzlau (LL)       | 2:0                   | Märkischer SV 1919 Neuruppin (VL)    |
| 23.08.2016 | Kolkwitzer SV 1896 (LL)                  | 0:4                   | SV Babelsberg 03 (RL)                |

## 2. Hauptrunde
An der 2. Hauptrunde nahmen die 32 Sieger der 1. Hauptrunde teil. Die Auslosung fand am 22. August 2016, um 16.00 Uhr, im Servicecenter Potsdam der AOK Nordost statt.
| Datum      |                                       | Ergebnis  |                                      |
| ---------- | ------------------------------------- | --------- | ------------------------------------ |
| 03.09.2016 | SV Schwarz-Rot Neustadt (Dosse) (VL)  | 0:2       | SV Babelsberg 03 (RL)                |
| 03.09.2016 | RSV Eintracht 1949 (LL)               | 5:2       | Oranienburger FC Eintracht 1901 (VL) |
| 03.09.2016 | FSV Bernau (LL)                       | 1:4       | FSV Optik Rathenow (VL)              |
| 03.09.2016 | TSG Einheit Bernau (VL)               | 4:0       | SV Falkensee-Finkenkrug (VL)         |
| 03.09.2016 | SG Union Klosterfelde (VL)            | 3:5       | SV Germania 90 Schöneiche (OL)       |
| 03.09.2016 | FV Preussen Eberswalde (VL)           | 2:6       | FSV 63 Luckenwalde (VL)              |
| 03.09.2016 | TuS 1896 Sachsenhausen (VL)           | 1:0 n. V. | SV Grün-Weiß Brieselang (OL)         |
| 03.09.2016 | SpVgg Blau-Weiß 90 Vetschau (LL)      | 2:0       | SG Michendorf (LL)                   |
| 03.09.2016 | VfB Hohenleipisch 1912 (LL)           | 2:4       | SV Victoria Seelow (OL)              |
| 03.09.2016 | RSV Waltersdorf 1909 (VL)             | 1:3       | FC Strausberg (OL)                   |
| 03.09.2016 | FSV Dynamo Eisenhüttenstadt (LL)      | 5:2       | FC Stahl Brandenburg (VL)            |
| 03.09.2016 | FSV Glückauf Brieske/Senftenberg (LL) | 1:0       | Werderaner FC Viktoria 1920 (VL)     |
| 04.09.2016 | SC Blau-Weiß Energie Prenzlau (LL)    | 0:5       | SV Altlüdersdorf (OL)                |
| 04.09.2016 | FV Blau-Weiß 90 Briesen/Mark (LL)     | 3:2       | VfB 1921 Krieschow (VL)              |
| 07.09.2016 | FC Energie Cottbus (RL)               | 3:0       | FSV Union Fürstenwalde (RL)          |
| 14.09.2016 | FC Eisenhüttenstadt (VL)              | 1:5       | Brandenburger SC Süd 05 (OL)         |

## Achtelfinale
Am Achtelfinale nahmen die 16 Sieger der 2. Hauptrunde teil. Die Auslosung fand am 14. September 2016, um 11.00 Uhr, im AOK Servicecenter, in Frankfurt (Oder) statt.
| Datum      |                                   | Ergebnis              |                                       |
| ---------- | --------------------------------- | --------------------- | ------------------------------------- |
| 07.10.2016 | SV Babelsberg 03 (RL)             | 0:0 n. V. (3:5 i. E.) | FSV 63 Luckenwalde (RL)               |
| 08.10.2016 | RSV Eintracht 1949 (LL)           | 1:2                   | FSV Glückauf Brieske/Senftenberg (LL) |
| 08.10.2016 | SV Victoria Seelow (OL)           | 01:11                 | FC Energie Cottbus (RL)               |
| 08.10.2016 | TSG Einheit Bernau (VL)           | 2:4 n. V.             | SV Altlüdersdorf (OL)                 |
| 08.10.2016 | Brandenburger SC Süd 05 (OL)      | 2:0                   | SV Germania 90 Schöneiche (OL)        |
| 08.10.2016 | FSV Dynamo Eisenhüttenstadt (LL)  | 5:2                   | SpVgg Blau-Weiß 90 Vetschau (LL)      |
| 08.10.2016 | FV Blau-Weiß 90 Briesen/Mark (LL) | 0:1                   | FC Strausberg (OL)                    |
| 08.10.2016 | TuS 1896 Sachsenhausen (VL)       | 0:1                   | FSV Optik Rathenow (OL)               |

## Viertelfinale
Am Viertelfinale nahmen die acht Sieger des Achtelfinals teil. Die Auslosung fand am 17. Oktober 2016, um 11:00 Uhr, im Servicecenter der AOK Nordost, in Brandenburg an der Havel statt.
| Datum      |                                       | Ergebnis |                         |
| ---------- | ------------------------------------- | -------- | ----------------------- |
| 12.11.2016 | FSV Glückauf Brieske/Senftenberg (LL) | 1:2      | FSV Optik Rathenow (OL) |
| 12.11.2016 | Brandenburger SC Süd 05 (OL)          | 0:3      | FC Energie Cottbus (RL) |
| 12.11.2016 | FC Strausberg (OL)                    | 4:0      | SV Altlüdersdorf (OL)   |
| 12.11.2016 | FSV Dynamo Eisenhüttenstadt (LL)      | 1:6      | FSV 63 Luckenwalde (RL) |

## Halbfinale
Am Halbfinale nahmen die vier Sieger des Viertelfinales teil. Die Auslosung fand am 26. November 2016, in der Halbzeitpause des Regionalligaspiels FC Energie Cottbus gegen FSV 63 Luckenwalde statt.
| Datum      |                         | Ergebnis |                         |
| ---------- | ----------------------- | -------- | ----------------------- |
| 25.03.2017 | FSV Optik Rathenow (OL) | 0:1      | FC Energie Cottbus (RL) |
| 25.03.2017 | FC Strausberg (OL)      | 1:3      | FSV 63 Luckenwalde (RL) |

## Finale
| Energie Cottbus                                                 | Energie Cottbus | FSV 63 Luckenwalde | FSV 63 Luckenwalde |
| --------------------------------------------------------------- | --- | --- | ------------------ |
| Energie Cottbus                                                 | \| 25. Mai 2017 um 12:45 Uhr in Cottbus (Stadion der Freundschaft) \| \| Ergebnis: 2:0 (1:0) \| \| Zuschauer: 7.667 \| \| Schiedsrichter: Nico Savoly \| \| Spielbericht \|                                                                                                 | \| 25. Mai 2017 um 12:45 Uhr in Cottbus (Stadion der Freundschaft) \| \| Ergebnis: 2:0 (1:0) \| \| Zuschauer: 7.667 \| \| Schiedsrichter: Nico Savoly \| \| Spielbericht \| | FSV 63 Luckenwalde |
| Energie Cottbus                                                 | Alexander Meyer – Marc Stein , Lasse Schlüter, Malte Karbstein – Fabio Viteritti (90. Lukas Müller), Marcelo Freitas (85. Björn Ziegenbein), Joshua Putze (77. Paul Gehrmann), Kevin Weidlich, Tim Kruse – Streli Mamba, Benjamin Förster Cheftrainer: Claus-Dieter Wollitz | Robert Petereit – Andrè Leimbach, Tobias Francisco, Denys Repetylo – Quentin Fouley, Tim Stober (54. Steve Müller), Clemens Koplin, Aaron Bogdan, Sascha Guthke (75. Kiyan Soltanpour), Felix Nachtigall (66. Jonas Schmidt) – José Raimundo Silva Magalhaes Cheftrainer: Ingo Nachtigall | FSV 63 Luckenwalde |
| Energie Cottbus                                                 | 1:0 Mamba (2.) 2:0 Viteritti (60., Foulelfmeter) | | FSV 63 Luckenwalde |
| Energie Cottbus                                                 | Schlüter, Fouley | Francisco | FSV 63 Luckenwalde |
| Energie Cottbus                                                 | Spieler des Spiels: Streli Mamba (Energie Cottbus) | | FSV 63 Luckenwalde |
| 25. Mai 2017 um 12:45 Uhr in Cottbus (Stadion der Freundschaft) | | |                    |
| Ergebnis: 2:0 (1:0)                                             | | |                    |
| Zuschauer: 7.667                                                | | |                    |
| Schiedsrichter: Nico Savoly                                     | | |                    |
| Spielbericht                                                    | | |                    |

## Beste Torschützen
Nachfolgend sind die aktuell besten Torschützen des brandenburgischen Landespokals aufgeführt.
| Rang | Spieler            | Klub                        | Tore |
| ---- | ------------------ | --------------------------- | ---- |
| 1.   | Benjamin Förster   | FC Energie Cottbus          | 8    |
| 2.   | / Kiyan Soltanpour | FSV 63 Luckenwalde          | 7    |
| 3.   | Dragan Erkic       | FSV Optik Rathenow          | 6    |
|      | Steven Frühauf     | FSV Dynamo Eisenhüttenstadt | 6    |
|      | Christian Wulff    | FSV Dynamo Eisenhüttenstadt | 6    |
| 6.   | Renè Görisch       | Brandenburger SC Süd 05     | 5    |
|      | Murat Turhan       | FSV Optik Rathenow          | 5    |
|      | Enrico Below       | SV Victoria Seelow          | 5    |

## Der Landespokalsieger im DFB-Pokal 2017/18
| Datum      | Heim                    | Ergebnis              | Auswärts           | Runde         |
| ---------- | ----------------------- | --------------------- | ------------------ | ------------- |
| 13.08.2017 | FC Energie Cottbus (RL) | 2:2 n. V. (3:4 i. E.) | VfB Stuttgart (1L) | 1. Hauptrunde |